# Jevhen Braslavec'
Jevhen Anatolijovyč Braslavec' (in ucraino Євген Анатолійович Браславець?; Dnipro, 11 settembre 1972) è un ex velista ucraino.

## Palmarès

### Olimpiadi
- 1 medaglia:
  - 1 oro (Atlanta 1996 nella classe 470)